# Typhlodromus xinjiangensis
Typhlodromus xinjiangensis är en spindeldjursart som beskrevs av Wu och Li 1987. Typhlodromus xinjiangensis ingår i släktet Typhlodromus och familjen Phytoseiidae. Inga underarter finns listade i Catalogue of Life.